# 弗拉维涅罗
弗拉维涅罗（法語：Flavignerot，法語發音：[flaviɲʁo]）是法国科多尔省的一个市镇，位于该省中南部，属于第戎区。该地交通不便，没有任何省道经过，仅有一条乡村小道与外界连接。

## 地理
弗拉维涅罗（47°16'45"N, 4°55'0"E）面积6.29 平方千米，位于法国勃艮第-弗朗什-孔泰大區科多尔省，该省份为法国中东部省份，北起奥布省，西接涅夫勒省和约讷省，南至索恩-卢瓦尔省，东南接汝拉省，东临上索恩省，东北部与上马恩省接壤。
与弗拉维涅罗接壤的市镇（或旧市镇、城区）包括：科尔塞勒莱蒙、乌什河畔沃拉尔、库谢、乌什河畔弗勒雷、瓦尔福雷。

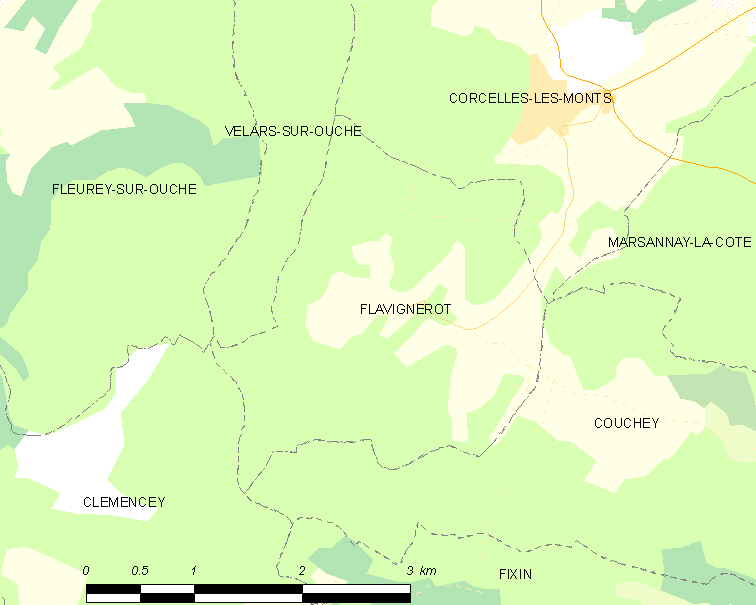
弗拉维涅罗的OSM定位图

弗拉维涅罗的时区为UTC+01:00、UTC+02:00（夏令时）。

## 行政
弗拉维涅罗的邮政编码为21160，INSEE市镇编码为21270。

## 政治
弗拉维涅罗所属的省级选区为第戎第六县。

## 人口

1962-2008年间弗拉维涅罗人口变化图示

弗拉维涅罗于2022年1月1日时的人口数量为231人。